# Nimbochromis venustus
Nimbochromis venustus (Syn.: Haplochromis venustus), im deutschen auch Goldstirn- oder Pfauenmaulbrüter genannt, ist ein im Malawisee endemisch lebender und dort weit verbreiteter Buntbarsch.

## Merkmale
Nimbochromis venustus erreicht eine Maximallänge von 25 cm (Weibchen bleiben kleiner) und gehört damit zu den größeren Vertretern seiner Gattung. Seine Körperhöhe erreicht 38,1 bis 40,9 % der Standardlänge, die Kopflänge beträgt 32 bis 33,8 % der Standardlänge, die Länge des Unterkiefers erreicht 36,3 bis 40,8 % der Kopflänge. Die Basis der Rückenflosse nimmt 53,3 bis 57,7 % der Standardlänge ein. Das Maul ist endständig, steht schräg und ist breit. Weibchen sind sandgelb bis elfenbeinfarben und haben große, oliv- bis rehbraune Flecken, die eine rhombische Form annehmen können. Diese Flecken zeigen die Männchen nicht oder nur undeutlich. Ihre Flanken sind stattdessen mehr oder weniger einfarbig curry- bis zitronengelb, der Kopf intensiv blau. Ein goldgelber Streifen erstreckt sich von der Oberlippe über die Nasen- und Stirnregion bis in die äußeren Bereiche der Rückenflosse. Die Basis der Rückenflosse ist bläulich. Jungfische ähneln den Weibchen.
- Flossenformel: Dorsale XVI–XVII/10–12, Anale III/9–10.
- Schuppenformel: mLR 32–35, SL 19–23/15–16.

## Lebensweise
Nimbochromis venustus lebt vor allem im Sandlitoral des Malawisees und in den Vallisnerienwiesen, Jungfische auch in flachem Wasser in der Nähe von Felsen, ausgewachsene Tiere eher in Tiefen unterhalb von zehn Metern. Die Fische ernähren sich überwiegend von kleineren Fischen, daneben auch von Wirbellosen. Jungfische wurden dabei beobachtet, dass sie sich zur Tarnung halb in den Sand eingegraben haben. Wie fast alle Malawiseebuntbarsche ist Nimbochromis venustus ein Maulbrüter. Die Weibchen nehmen die Eier und die über 100 Jungfische ins Maul. Die Männchen sind polygam.